# European Darts Championship
| European Darts Championship | European Darts Championship             |
| --------------------------- | --------------------------------------- |
| Sportart                    | Darts                                   |
| Organisator                 | PDC                                     |
| Turnierart                  | Ranglistenturnier                       |
| Austragungsort              | wechselnd                               |
| Austragungszeitraum         | Oktober/November                        |
| Rekordsieger                | Phil Taylor, Michael van Gerwen (je 4×) |
| amtierender Sieger          | Ritchie Edhouse                         |
| Letzte Austragung           | European Darts Championship 2024        |
| Nächste Austragung          | European Darts Championship 2025        |

Die European Darts Championship, oft auch Darts-Europameisterschaft genannt, ist ein seit 2008 ausgetragener Wettbewerb, bei dem die bestplatzierten Dartspieler der vorangegangenen European Tour Saison gegeneinander antreten.
Rekordsieger des Turniers sind der Engländer Phil Taylor und der Niederländer Michael van Gerwen mit vier Triumphen.

## Format
Die European Darts Championship wurde bis 2015 immer Ende Juli bzw. Anfang August ausgetragen. Seit 2015 findet die Austragung im Herbst statt. Dabei änderte sich der Austragungsort fast jedes Jahr, zuletzt fand das Turnier in Dortmund statt.
Das Turnier wird in legs ausgespielt. In der ersten Runde, die sich über die beiden ersten Turniertage erstreckt, werden nach dem Modus Best of 11 legs die Teilnehmer des Achtelfinals ausgespielt. Die Achtelfinalpartien werden am dritten Turniertag in Best of 19 legs ausgespielt. Die am vierten und letzten Turniertag ausgetragenen Viertelfinalpartien bestreiten die Spieler ebenfalls nach diesem Modus. Am Abend ermitteln die verbliebenen vier Spieler in den Halbfinal- und Finalpartien im Best of 21 Modus den Sieger der European Darts Championship.

## Qualifikation
Bei der ersten Austragung 2008 qualifizierten sich die Top 16 der PDC Order of Merit sowie die Top 8 der ehemaligen Players Championship Order of Merit. Dazu kamen die vier besten Spieler Kontinentaleuropas sowie die zwei besten Spieler der German Darts Corporation. Außerdem wurden zwei Plätze bei einem PDPA-Qualifikationsturnier in Dinslaken vergeben.
Ab 2009 wurden die GDC-Qualifikanten und das Qualifikationsturnier abgeschafft und dafür vier weitere Plätze an die besten Spieler Kontinentaleuropas vergeben. Ab 2013 erhielt der Ranglistenerste der Scandinavian Darts Tour einen der acht Startplätze Europas.
Zuletzt 2013 wurden die Europäischen Spieler durch die Continental Europe Order of Merit bestimmt, ab 2014 qualifizierten sich die Top 7 Spieler Europas in der PDC Pro Tour Order of Merit, welche noch nicht anders qualifiziert waren, für das Turnier.
Seit 2016 werden alle 32 Plätze über die European Tour Order of Merit vergeben.

## Preisgelder
Das Gesamtpreisgeld beläuft sich aktuell auf insgesamt £ 600.000 und verteilt sich wie folgt auf die Teilnehmer:
| Position               | Preisgeld |
| ---------------------- | --------- |
| Gewinner               | £ 120.000 |
| Finalist               | £ 60.000  |
| Halbfinalisten         | £ 40.000  |
| Viertelfinalisten      | £ 25.000  |
| Achtelfinalisten       | £ 15.000  |
| Verlierer der 1. Runde | £ 7.500   |

Ab 2026 soll das Preisgeld auf £ 750.000 erhöht werden.

## Finalergebnisse
| Jahr | Austragungsort                      | Sieger             | Ergebnis | Finalist           | Sponsor        | Preisgeld  | Preisgeld  |
| Jahr | Austragungsort                      | Sieger             | Ergebnis | Finalist           | Sponsor        | Gesamt     | Sieger     |
| ---- | ----------------------------------- | ------------------ | -------- | ------------------ | -------------- | ---------- | ---------- |
| 2008 | Südbahnhof, Frankfurt am Main       | Phil Taylor        | 11 : 5   | Adrian Lewis       | PartyPoker.net | 0£ 200.000 | 0£ 50.000  |
| 2009 | Claus Event Center, Hoofddorp       | Phil Taylor        | 11 : 3   | Steve Beaton       | PartyPoker.net | 0£ 200.000 | 0£ 50.000  |
| 2010 | Stadthalle, Dinslaken               | Phil Taylor        | 11 : 1   | Wayne Jones        | PartyPoker.net | 0£ 200.000 | 0£ 50.000  |
| 2011 | Maritim Hotel, Düsseldorf           | Phil Taylor        | 11 : 8   | Adrian Lewis       | PartyPoker.net | 0£ 200.000 | 0£ 50.000  |
| 2012 | RWE Sporthalle, Mülheim an der Ruhr | Simon Whitlock     | 11 : 5   | Wes Newton         | PartyPoker.net | 0£ 200.000 | 0£ 50.000  |
| 2013 | RWE Sporthalle, Mülheim an der Ruhr | Adrian Lewis       | 11 : 6   | Simon Whitlock     | PartyPoker.net | 0£ 200.000 | 0£ 50.000  |
| 2014 | RWE Sporthalle, Mülheim an der Ruhr | Michael van Gerwen | 11 : 4   | Terry Jenkins      | 888.com        | 0£ 250.000 | 0£ 55.000  |
| 2015 | Ethias Arena, Hasselt               | Michael van Gerwen | 11 : 10  | Gary Anderson      | Unibet         | 0£ 300.000 | 0£ 65.000  |
| 2016 | Ethias Arena, Hasselt               | Michael van Gerwen | 11 : 1   | Mensur Suljović    | Unibet         | 0£ 400.000 | 0£ 100.000 |
| 2017 | Ethias Arena, Hasselt               | Michael van Gerwen | 11 : 7   | Rob Cross          | Unibet         | 0£ 400.000 | 0£ 100.000 |
| 2018 | Westfalenhallen, Dortmund           | James Wade         | 11 : 8   | Simon Whitlock     | Unibet         | 0£ 400.000 | 0£ 100.000 |
| 2019 | Lokhalle, Göttingen                 | Rob Cross          | 11 : 6   | Gerwyn Price       | Unibet         | 0£ 500.000 | 0£ 120.000 |
| 2020 | König-Pilsener-Arena, Oberhausen    | Peter Wright       | 11 : 4   | James Wade         | Unibet         | 0£ 500.000 | 0£ 120.000 |
| 2021 | Salzburgarena, Salzburg             | Rob Cross          | 11 : 8   | Michael van Gerwen | Cazoo          | 0£ 500.000 | 0£ 120.000 |
| 2022 | Westfalenhallen, Dortmund           | Ross Smith         | 11 : 8   | Michael Smith      | Cazoo          | 0£ 500.000 | 0£ 120.000 |
| 2023 | Westfalenhallen, Dortmund           | Peter Wright       | 11 : 6   | James Wade         | Machineseeker  | 0£ 500.000 | 0£ 120.000 |
| 2024 | Westfalenhallen, Dortmund           | Ritchie Edhouse    | 11 : 3   | Jermaine Wattimena | Machineseeker  | 0£ 600.000 | 0£ 120.000 |
| 2025 | Westfalenhallen, Dortmund           |                    | :        |                    | Machineseeker  | 0£ 600.000 | 0£ 120.000 |

## Deutsche Teilnehmer
| - Jyhan Artut - 2014: 1. Runde (Niederlage gegen Dave Chisnall) - Gabriel Clemens - 2020: 1. Runde (Niederlage gegen Peter Wright) - 2021: 1. Runde (Niederlage gegen Damon Heta) - 2022: 1. Runde (Niederlage gegen Jonny Clayton) - 2023: 1. Runde (Niederlage gegen Peter Wright) - 2024: 1. Runde (Niederlage gegen Michael van Gerwen) - Florian Hempel - 2021: 2. Runde (Niederlage gegen Mensur Suljović) - Max Hopp - 2013: 1. Runde (Niederlage gegen Paul Nicholson) - 2015: 1. Runde (Niederlage gegen Cristo Reyes) - 2016: 2. Runde (Niederlage gegen James Wade) - 2018: Halbfinale (Niederlage gegen James Wade) - 2020: 1. Runde (Niederlage gegen Jonny Clayton) - Ricardo Pietreczko - 2023: Achtelfinale (Niederlage gegen Michael van Gerwen) - 2024: Viertelfinale (Niederlage gegen Danny Noppert) - Bernd Roith - 2010: 2. Runde (Niederlage gegen Raymond van Barneveld) | - Michael Rosenauer - 2012: 1. Runde (Niederlage gegen Ronnie Baxter) - Martin Schindler - 2017: 1. Runde (Niederlage gegen Rob Cross) - 2018: 1. Runde (Niederlage gegen James Wade) - 2022: 1. Runde (Niederlage gegen José de Sousa) - 2023: 1. Runde (Niederlage gegen Stephen Bunting) - 2024: 1. Runde (Niederlage gegen Dirk van Duijvenbode) - Tomas Seyler - 2010: 1. Runde (Niederlage gegen Michael van Gerwen) - 2012: 1. Runde (Niederlage gegen Wes Newton) - 2013: 1. Runde (Niederlage gegen Raymond van Barneveld) - Andree Welge - 2008: 1. Runde (Niederlage gegen Wayne Mardle) - 2010: 1. Runde (Niederlage gegen Terry Jenkins) - 2012: 2. Runde (Niederlage gegen Brendan Dolan) |

## Österreichische Teilnehmer
| - Rowby-John Rodriguez - 2014: 1. Runde (Niederlage gegen Robert Thornton) - 2015: 2. Runde (Niederlage gegen John Henderson) - 2022: 2. Runde (Niederlage gegen Peter Wright) - Hannes Schnier - 2008: 1. Runde (Niederlage gegen Adrian Lewis) | - Mensur Suljović - 2008: 2. Runde (Niederlage gegen Robert Thornton) - 2009: 2. Runde (Niederlage gegen Colin Lloyd) - 2011: 1. Runde (Niederlage gegen Simon Whitlock) - 2012: 1. Runde (Niederlage gegen Jerry Hendriks) - 2013: 1. Runde (Niederlage gegen Adrian Lewis) - 2014: 1. Runde (Niederlage gegen Jamie Caven) - 2015: 1. Runde (Niederlage gegen Dave Chisnall) - 2016: Finale (Niederlage gegen Michael van Gerwen) - 2017: Viertelfinale (Niederlage gegen Kyle Anderson) - 2018: 1. Runde (Niederlage gegen Cristo Reyes) - 2019: 1. Runde (Niederlage gegen Vincent van der Voort) - 2020: 2. Runde (Niederlage gegen Steve West) - 2021: Viertelfinale (Niederlage gegen Joe Cullen) |

## Statistiken

### Nine dart finishes
Insgesamt wurde vier Mal ein Nine dart finish bei der European Darts Championship gespielt. Erstmals gelang dies dem Engländer Adrian Lewis.
| Spieler            | Turnier, Runde   | Weg                                 | Gegner                | Ergebnis   |
| ------------------ | ---------------- | ----------------------------------- | --------------------- | ---------- |
| Adrian Lewis       | 2011, Halbfinale | 3 × T20; 3 × T20; T20, T19, D12     | Raymond van Barneveld | Sieg       |
| Michael van Gerwen | 2014, Halbfinale | 2 × T20, T19; 3 × T20; 2 × T20, D12 | Raymond van Barneveld | Sieg       |
| Kyle Anderson      | 2017, Halbfinale | 3 × T20; 3 × T20; T20, T19, D12     | Michael van Gerwen    | Niederlage |
| José de Sousa      | 2020, 1. Runde   | 3 × T20; 2 × T20, T19; 2 × T20, D12 | Stephen Bunting       | Sieg       |

### Höchste Averages
Aufgeführt sind alle Averages von mindestens 110 Punkten.
| #  | Average | Spieler               | Jahr | Runde         | Gegner          | Ergebnis |
| -- | ------- | --------------------- | ---- | ------------- | --------------- | -------- |
| 1  | 118,14  | Phil Taylor           | 2009 | Viertelfinale | Gary Anderson   | 10 : 03  |
| 2  | 113,92  | Phil Taylor           | 2008 | Achtelfinale  | Mervyn King     | 9 : 03   |
| 3  | 113,33  | Phil Taylor           | 2008 | Halbfinale    | Robert Thornton | 11 : 07  |
| 4  | 113,04  | Raymond van Barneveld | 2012 | 1. Runde      | Terry Jenkins   | 6 : 01   |
| 5  | 111,62  | Michael van Gerwen    | 2016 | Finale        | Mensur Suljović | 11 : 01  |
| 6  | 111,33  | Jonny Clayton         | 2019 | 1. Runde      | James Wade      | 6 : 0    |
| 7  | 111,03  | Phil Taylor           | 2009 | 1. Runde      | Toon Greebe     | 6 : 02   |
| 8  | 111,00  | Michael van Gerwen    | 2014 | Viertelfinale | Dave Chisnall   | 10 : 05  |
| 9  | 110,88  | Phil Taylor           | 2009 | Achtelfinale  | Robert Thornton | 9 : 0    |
| 10 | 110,32  | Michael van Gerwen    | 2018 | 1. Runde      | Paul Nicholson  | 6 : 02   |

## Berichterstattung
In England wurden die European Darts Championship in den vergangenen Jahren von den Fernsehsendern Bravo oder ITV 4 übertragen. Im Jahr 2012 war ESPN UK Partner der PDC. In Deutschland wird sie von Sport1 im TV sowie per Livestream auf DAZN ausgestrahlt.